# Ella Fitzgerald Sings the George and Ira Gershwin Songbook
Albums de Ella Fitzgerald
Ella Fitzgerald Sings Sweet Songs for Swingers
(1959) Ella in Berlin: Mack the Knife
(1960)
Ella Fitzgerald Sings the George and Ira Gershwin Songbook est un album de Ella Fitzgerald, sorti en 1959.

## L'album
Avec le titre But Not for Me, Ella Fitzgerald gagne le Grammy Award de la meilleure performance vocale féminine en 1960. En 1964, l'album atteint la 111e place du Billboard 200. 
L'album fait partie des 1001 albums qu'il faut avoir écoutés dans sa vie.
En 2019, il reçoit le Grammy Hall of Fame Award. 

### Titres
Tous les titres sont de George Gershwin (musique) et de Ira Gershwin (textes).

#### Disque 1
1. Ambulatory Suite (Instrumental)
  - Promenade (Walking the Dog) (2:31)
  - March of the Swiss Soldiers (2:04)
  - Fidgety Feet (2:46)
2. The Preludes (Instrumental)
  - Prelude I (1:36)
  - Prelude II (3:48)
  - Prelude III (1:13)
3. Sam and Delilah (3:15)
4. But Not for Me (3:31)
5. My One and Only (2:36)
6. Let's Call the Whole Thing Off (4:26)
7. (I've Got) Beginner's Luck (3:08)
8. Oh, Lady Be Good! (3:58)
9. Nice Work if You Can Get It (3:32)
10. Things Are Looking Up (3:03)
11. Just Another Rhumba (5:34)
12. How Long Has This Been Going On? (3:45)
13. 'S Wonderful (3:28)
14. The Man I Love (3:50)
15. That Certain Feeling (3:07)
16. By Strauss (2:29)
17. Someone to Watch Over Me (4:30)
18. The Real American Folk Song (Is a Rag) (3:43)

#### Disque 2
1. Who Cares? (3:05)
2. Looking for a Boy (3:02)
3. They All Laughed (3:02)
4. My Cousin in Milwaukee (3:07)
5. Somebody from Somewhere (3:06)
6. A Foggy Day (3:50)
7. Clap Yo' Hands (2:28)
8. For You, For Me, For Evermore (3:23)
9. Stiff Upper Lip (2:50)
10. Boy Wanted (3:33)
11. Strike Up the Band (2:33)
12. Soon (2:20)
13. I've Got a Crush on You (3:26)
14. Bidin' My Time (2:40)
15. Aren't You Kind of Glad We Did? (3:28)
16. Of Thee I Sing (3:07)
17. 'The Half of it, Dearie' Blues (3:45)
18. I Was Doing All Right (3:25)
19. He Loves and She Loves (2:46)
20. Love is Sweeping the Country (3:24)
21. Treat Me Rough (2:54)

#### Disque 3
1. Our Love is Here to Stay (3:52)
2. Slap That Bass (3:23)
3. Isn't It a Pity? (3:23)
4. Shall We Dance? (3:08)
5. Love Walked In (3:52)
6. You've Got What Gets Me (2:13)
7. They Can't Take That Away From Me (3:07)
8. Embraceable You (4:49)
9. I Can't Be Bothered Now (2:48)
10. Boy! What Love Has Done to Me! (3:46)
11. Fascinating Rhythm (3:22)
12. Funny Face (3:23)
13. Lorelei (3:21)
14. Oh, So Nice! (3:40)
15. Let's Kiss and Make Up (3:49)
16. I Got Rhythm (3:07)

### Musiciens
- Ella Fitzgerald : chant
- Nelson Riddle : arrangements, chef d'orchestre
- Don Fagerquist, Pete Candoli, Joe Triscari, Conrad Gozzo, Cappy Lewis, Vito Mangano, Mannie Klein, Dale McMickle, Shorty Sherock : trompette
- Milt Bernhart, James Priddy, Juan Tizol, Richard Noel, Tommy Pederson : trombone
- Karl DeKarske, George Roberts : trombone basse
- Vincent DeRosa, James Decker : cor d'harmonie
- Ted Nash, Benny Carter, Ronnie Lang : saxophone alto
- Chuck Gentry : saxophone basse
- Plas Johnson : saxophone ténor
- Ed Gilbert, Red Callender : tuba
- Buddy Collette, Buck Skalak, Gene Cipriano, Jewell Grant, Jules Jacob, Wilbur Schwartz, Justin Gordon, William Green, Harry Klee, Joe Koch, Champ Webb : bois
- Israel Baker, Henry Hill, Harold Dicterow, Erno Neufield, Victor Arno, Victor Bay, Alex Beller, Joseph Livoti, Jacques Gasselin, Walter Edelstein, James Getzoff, Eudice Shapiro, Ben Gill, Murrary Kellner, Nat Ross, Felix Slatkin, Marshall Sosson, Misha Russell, Paul Shure, Dan Lube, Gerald Vinci : violon
- Alvin Dinken, Lou Kievman, David Sterkin, Stanley Harris, Paul Robyn, Barbara Simons : alto
- Elizabeth Greenschpoon, James Arkatov, Armand Kaproff, George Neikrug, Dave Filerman, Kurt Reher : violoncelle
- Katharine Julyie : harpe
- Paul Smith, Lou Levy : piano
- Herb Ellis, Barney Kessel : guitare
- Joe Comfort, Ralph Pena : contrebasse
- Alvin Stoller, Mel Lewis, Bill Richmond : batterie
- Frank Flynn, Larry Bunker : percussions